# Bacino
Der Bacino war ein französisches Volumenmaß und als Getreidemaß  auf der Insel Korsika in Anwendung.
- 1 Bacino =  414 ⅔ Pariser Kubikzoll =  8 3/16 Litre (8,1875 Liter)
- 6 Bacini = 1 Mezzino
- 12 Bacini = 1 Stajo
- 14 Bacini = 1 Mina (Genua) = 16 Baciletta